# ナガセ (KOF)
ナガセ（流星）は、SNKの対戦型格闘ゲーム『KOF MAXIMUM IMPACT』シリーズに登場する架空の人物。担当声優は谷藤リョーコ。

## 概要
『KOF MAXIMUM IMPACT』（以下『MI』と表記）シリーズの『MI2』で初登場する。
自称「くノ一」であるアキバ系パソコン忍者。正体は「アデス」の下部組織「ベルフェゴール」により改造された「N型強化人間」の少女。「ナガセ」はコードネームで、ジヴァートマからは「タイプN」と呼ばれる。
伊賀流忍法をベースにした格闘術と「バトルディスクシステム」を取り込んでおり、見かけによらず高い戦闘能力を持つ。それ故に自信過剰気味な一面があり、「アデス」への忠誠心は毛頭もない。
かなり口が悪く、傲岸不遜で生意気な性格。二人称は「お前」で、誰に対しても挑発的な態度を見せる。
37Kgもあるプロテクターの装備を義務付けられている。何らかの副作用があるらしく、専用のタブレットを飲まされていた。
「地獄の処刑人」と評されるデュークとは組織内の同僚。ナガセは彼を「デュークちゃん」と呼んでいる。
『MI2』での大会前、ジヴァートマからの指令でルイーゼ・マイリンクと接触した事がある。暗殺の標的として格闘に挑むも、素人だと舐めてかかったせいか、ルイーゼの力に圧倒され敗れる。
大会の招待状の配達係を任されており、八神庵に招待状を渡しに出向いている。
秘密結社「ネスツ」出身のクーラ・ダイアモンドからは同情され、親近感めいた感情を向けられている。しかし、ナガセ自身は同情される事を嫌い、クーラを快く思っていない。
不知火流継承者であるくノ一・不知火舞をライバル意識している。「忍びのくせに目立ちすぎ」ている舞の事が気に入らないらしい。
マキシマやセス、二代目Mr.KARATEなどが好みのタイプ。「男の魅力は顔じゃなくて背中に現れる」というのが持論。
『MI2』のエンディングで「アデス」を裏切る事になる（抜け忍となる）。

## 各種技の解説
設定上、一部の技は『サムライスピリッツ』の服部半蔵と同じものとなっている。

### 投げ技
ナガセスタンプ

ハンティングビーチ

### 必殺技
ピョコピョコファイヤー
半蔵の「爆炎龍」に相当する技だが、火の玉がカエルの形をしている。
ナガセスパイラル
半蔵の「モズ落とし」に相当する技。
ナガセスパイラル-ハイパードライブ-
ダッシュから繰り出す「ナガセスパイラル」。半蔵の「モズ落とし-颯-」に相当する技。
シューティングスター
靴に仕込んだ手裏剣を空中から投げつける。半蔵の「烈風手裏剣」に相当する技。
CODE：ティンクル

CODE：スプライツ
「シューティングスター」からの追加技。技名は『ティンクルスタースプライツ』から。

ラウンドトリッキー
半蔵の「うつせみ地斬」に相当する技。
ブレーキングトリッキー
相手の目の前に移動する、「ラウンドトリッキー」のフェイント版。

エアトリッキー
半蔵の「うつせみ天舞」に相当する技。
エリアルスパイラル
空中でのけぞった相手に対してのみ決められる特殊な投げ技。それ以外では目の前にワープするのみ。
ソードスプラッシュ CODE：HAYATE
『MIA』から使用。突進しながら忍刀で切り裂く。
ソードスプラッシュ CODE：TSUMUJI
『MIA』から使用。突進して相手の目の前に来ると一瞬消え、上昇しつつ忍刀で切り裂く。

### 超必殺技
お仕置きモード・TYPE：メガスラッシュ
防御判定のある構えを取り、攻撃をガードしてからボタンを押すと反撃する技（ボタンを押さなかった場合は何も出ない）。2本の忍刀を左右に振り払い、相手を吹き飛ばす。威力の高いガード不能技。
お仕置きモード・TYPE：トリックスパイラル
防御判定のある構えを取り、攻撃をガードしてからボタンを押すと反撃する技（ボタンを押さなかった場合は何も出ない）。相手を蹴りで空中に打ち上げてから投げる。
お仕置きモード・TYPE：エナジーバキューム
防御判定のある構えを取り、攻撃をガードしてからボタンを押すと反撃する技（ボタンを押さなかった場合は何も出ない）。渾身のパンチを繰り出し、倒れ込んだ相手をさらに蹴りで攻撃する。
お仕置きモード・TYPE：ポイズンビート
防御判定のある構えを取り、攻撃をガードしてからボタンを押すと反撃する技（ボタンを押さなかった場合は何も出ない）。毒を仕込んだクナイで攻撃する。ヒットすると相手の体力が一定時間減少する。
お仕置きモード・TYPE：マキシマムスパイラル
「ナガセスパイラル」の強化版。半蔵の「真・モズ落とし」に相当する技。
お仕置きモード・TYPE：ミラージュアサルト
高速で突進した後、2人に分身して連続攻撃を浴びせる技。
お仕置きモード・TYPE：ステルス
半蔵の「禁じ手 微塵隠れ」に相当する技。

## その他
- 「流星（ながせ）」の名はアニメ『マシンロボ クロノスの大逆襲』に登場する剣の名に由来する。デザインコンセプトは「蜂」。

## 関連人物
- ジヴァートマ - 上司
- デューク - 同僚
- ルイーゼ・マイリンク - 宿敵・暗殺の標的
- クーラ・ダイアモンド - 近親憎悪？
- 不知火舞 - ライバル視
- マキシマ - 好意
- セス - 好意
- 二代目Mr.KARATE - 好意
- 服部半蔵 - 伊賀流つながり